# 舟越秀虎
舟越 秀虎（ふなこし ひでとら、2001年8月23日 - ）は、福岡県八女市出身のプロ野球選手（外野手・育成選手）。右投両打。読売ジャイアンツ所属。

## 経歴

### プロ入り前
小学生から軟式野球を始め、中学では「筑後ドジャース」に所属する。
高校は福岡県八女市に隣接する熊本県山鹿市の城北高等学校に進学。甲子園出場の経験は無いが、3年生の夏の第101回全国高等学校野球選手権熊本大会において左翼手として出場。3回戦で熊本国府高等学校に6対3で敗れる。
2019年10月17日に行われたプロ野球ドラフト会議にて、福岡ソフトバンクホークスから育成ドラフト5位指名を受け、支度金300万円、年俸360万円（金額は推定）で契約合意に達した。背番号は131。

### ソフトバンク時代
2020年3月26日、直視下左手関節橈尺靱帯縫合術と左手三角線維軟骨縫合術を受けたことが発表された。二軍公式戦の出場は無かったが、三軍戦では18試合に出場し、打率.320、4打点、1盗塁の成績を残した。
2022年は、二軍公式戦（ウエスタン・リーグ）で6試合に出場し、打率.167を記録した。
2023年は、二軍公式戦への出場はなく、非公式戦では90試合に出場して打率.223、68盗塁を記録したが、10月5日に戦力外通告を受けた。同日の取材に対して、現役続行を希望して11月15日開催の12球団合同トライアウトに参加する意向を示していたが、実際には参加しなかった。

### 巨人時代
2023年11月16日に読売ジャイアンツが育成選手として獲得したことを発表した。背番号は051。
2024年は、二軍戦30試合に出場し、打率.224、0本塁打、5打点、失敗なしの12盗塁を記録していたが、5月19日の埼玉西武ライオンズとの二軍戦で本塁にヘッドスライディングをした際に左手を負傷し、左手親指骨折と診断された。実戦復帰まで3か月から3か月半かかるとの診断だったが、7月8日、三軍と日本生命のプロ・アマ交流戦で代走として実践復帰を果たし、8月3日は二軍の練習に合流した。最終的に二軍では44試合に出場し、打率.253、0本塁打、5打点、14盗塁（失敗1）、三軍戦は24試合に出場し、打率.245、0本塁打、2打点、0盗塁の成績を残した。

## 選手としての特徴・人物
身体能力が高く、50メートル走のタイムが5秒80と周東佑京に匹敵するとも評価される俊足が持ち味。
一家はジャイアンツファンであり、舟越の小学生時代に鈴木尚広が活躍していたことにきっかけに、足を速くしようとするようになった。

## 詳細情報

### 背番号
- 131（2020年[7] - 2023年）
- 051（2024年[13] - ）

### 登場曲
- 「日曜日よりの使者」THE HIGH-LOWS（2020年）
- 「Gass How / illion」野田洋次郎（2020年）
- 「il vento d'oro (ジョジョの奇妙な冒険 第5部 黄金の風 メインテーマ)」 / 菅野祐悟（2021年 - ）
- 「Go Go -Japanese ver.-」BTS（2021年 - ）
- 「LOVEマシーン」モーニング娘。（2024年 - ）